# Copa del Rey 1906
Čtvrtý ročník Copa del Rey (španělského poháru), který se konal od 9. dubna do 11. dubna 1906 za účastí tří klubů.
Trofej získal podruhé ve své historii a obhájce minulého ročníku Real Madrid, který porazil Athletic Club 4:1.